# Yuko Arimori
Yuko Arimori (Okayama, 17 de desembre de 1966) és una maratoniana japonesa que té dues medalles olímpiques i és ambaixadora de bona voluntat del Fons de Població de les Nacions Unides (UNFPA).
Després de guanyar la Marató d'Osaka l'any 1990, essent pràcticament desconeguda, va quedar quarta al Campionat del Món d'atletisme de 1991, celebrat a Tòquio, que li va valer la classificació per als Jocs Olímpics d'Estiu de 1992 de Barcelona. Un cop seleccionada per als Jocs, Arimori es va traslladar, juntament amb el seu entrenador Yoshio Koide, a Boulder (Colorado), una ciutat d'altitud que és un reconegut centre d'entrenament per a corredors de fons. Allà corria més de 1000 km al mes, recorrent distàncies de fins a 50 km diàries, per tal de preparar-se per a la marató olímpica. Als Jocs de Barcelona va guanyar la medalla de plata i va esdevenir la primera dona japonesa a guanyar una medalla d'atletisme en uns Jocs Olímpics, des de la victòria d'Hitomi Kinue en els 800 metres l'any 1928 a Amsterdam. La cursa va ser un duel èpic pels carrers de la ciutat, i va tenir la decisió més ajustada fins ara als Jocs, amb Arimori arribant vuit segons darrere de l'atleta russa Valentina Yegorova, que aleshores postulava per a l'Equip Unificat de la Comunitat d'Estats Independents.
Dos anys després, Animori, que havia nascut amb una luxació congènita d'una articulació del peu que havia estat corregida en la infància amb una operació, va haver d'afrontar una nova operació dels dos talons, passant un any fora de competició. Va poder entrenar novament a Boulder, on va aconseguir millors condicions de preparació. Va tornar a les pistes l'any 1995, guanyant la Marató d'Hokkaido al Japó, que li va donar un altre lloc a l'equip olímpic.
Als Jocs d'estiu d'Atlanta 1996, Arimori i Yegorova es van enfrontar de nou i la l'atleta japonesa va guanyar una segona medalla olímpica, aquesta vegada de bronze, de nou darrere de Yegorova, que va guanyar la plata. L'etíop Fatuma Roba va guanyar la marató. El 1999 va aconseguir el millor temps de la seva carrera a la Marató de Boston –2:26.39 hores–, on va quedar en tercera posició.
Va ser la primera dona japonesa en obtenir l'estatus de corredora professional, atorgada per la Japan Amateur Athletic Federation, l'òrgan de govern del país per a l'atletisme, poc després de guanyar la seva segona medalla a Atlanta. Els anys 1992 i el 1996 va ser escollida atleta de l'any al Japó.
L'any 2002 va ser investida d'ambaixadora de bona voluntat a UNFPA, un organisme de les Nacions Unides que promou el dret de tot home, dona i nen a una vida amb salut i igualtat d'oportunitats.

## Vida personal
Malgrat aquests reconeixements, la vida personal d'Arimori, ídol al Japó, es va enfrontar a la polèmica i l'escàndol a finals dels noranta pel seu matrimoni sorpresa amb un professor nord-americà el 1998, Gabriel Wilson, mentre vivia als Estats Units. El matrimoni va durar menys d'un mes, després que el seu marit declarés públicament que era homosexual i estava en fallida. Aquest fet va provocar l'especulació que Arimori s'havia casat només per obtenir una targeta verda, el visat de treball per a estrangers als Estats Units, amb la intenció de competir a Sydney 2000 pel país, sobretot després que Wilson afirmés que ella i la seva família ja coneixien la seva tendència sexual.
El gener de 2000 va intentar guanyar una tercera medalla als Jocs de Sydney disputant les proves japoneses a la Marató d'Osaka però, per manca d'entrenament adequat, només va aconseguir arribar en novena posició i va quedar fora de l'equip olímpic. El canal de televisió Asahi TV va contractar Arimori com a comentarista de marató. El 24 de setembre de 2000, en directe des dels estudis de televisió, va comentar el pas de la "corona de la reina de la marató japonesa" a Naoko Takahashi, que en aquell moment es va convertir en la primera campiona olímpica del Japó.
Yuko Animori es va retirar de l'esport professional l'any 2007 i posteriorment va treballar com a directora en representació de NPO "Hearts of Gold", va presidir els Special Olympics Nippon i forma part de la junta directiva de l'Associació Japonesa de Federacions d'Atletisme.